# گزارش ارداویراف
گزارش ارداویراف نمایشنامه‌ای است از بهرام بیضایی بر اساسِ ارداویراف‌نامه که سالِ ۱۳۷۸ نوشته شده و نخستین بار بهمن ماهِ ۱۳۹۳ بر صحنه خوانده شده است.

## داستان
گزارش ارداویراف در هفت «آمَد» نوشته شده است.

## نخستین نمایش

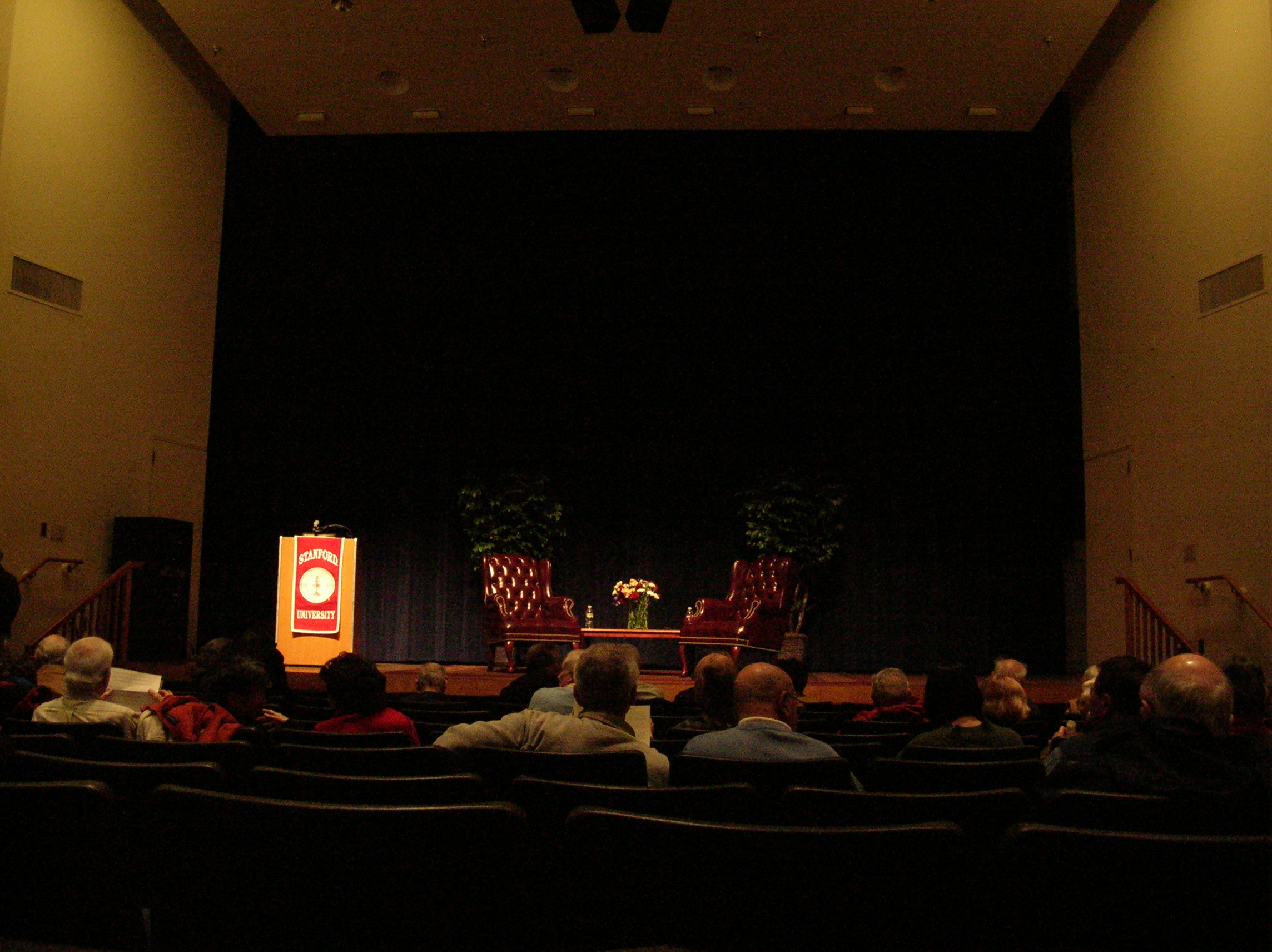
تالارِ کابرلی در دانشکدهٔ آموزشِ دانشگاهِ استنفورد که بیضایی گزارش ارداویراف را در آن نمایش داد.

نسخهٔ کوتاه‌شده‌ای از گزارش ارداویراف روزهای ۲۴ و ۲۵ ژانویهٔ ۲۰۱۵ با کارگردانیِ بیضایی در سالنِ کابرلیِ دانشگاهِ استنفورد بر صحنه برابرِ تماشاکنان خوانده شد.
بازیگران این بازی، از حرفه‌ای تا آماتور، عبارت بودند از: مژده شمسایی، صادق هاتفی، افشین هاشمی، آناهیتا بیات، حمید احیا، منصور تأیید، سپیده خسروجاه، بهزاد گل محمّدی، شیما خاکی، مریم مظفّری، نرگس عطاران، دینا ظریف، متین نصیری‌ها، شیما بزرگی، ریانه کرمی، حسین میرزا محمّدی، پیام مقدم، علی زندیه، کیانوش موسوی، هومن حافظی، لیلا سلطانی و آنیتا مقدوری.
همچنین فراز مینویی آهنگساز و نوازنده سنتور بود و با اجرای موسیقی زنده در نمایش حاضر بود.

### عوامل
- تهیه‌کننده: مرکزِ مطالعاتِ ایران‌شناسیِ دانشگاهِ استنفورد
- مدیرِ تولید و دستیارِ کارگردان: مژده شمسایی
- مدیرِ صحنه: منیر منفرد
- طرّاحی و دوختِ جامه‌ها: متین نصیری‌ها
- ساختِ سکّوها: بهزاد گل محمّدی
- ساختِ نسخه‌ها: شیما خاکی
- طرّاحِ اعلان و برنوشت: متین نصیری‌ها
- دستیارِ نور: افشین زندی
- عکّاس: امیر نوژن
- حروفچینی و نمونه‌خوانیِ متن‌ها: نرگس عطّاران[۱]